# Barbonville
Barbonville település Franciaországban, Meurthe-et-Moselle megyében. Lakosainak száma 431 fő (2022. január 1.). Barbonville Charmois, Damelevières, Haussonville, Méhoncourt, Romain, Saffais és Vigneulles községekkel határos.

## Népesség
A település népességének változása:
| Lakosok száma | 207  | 312  | 359  | 378  | 430  | 441  | 437  | 433  | 427  | 431  |
|               | 1968 | 1982 | 1990 | 2006 | 2013 | 2015 | 2017 | 2019 | 2020 | 2022 |